# 維京1號
維京1號（英文：Viking 1）是美國太空總署維京號計劃中兩艘飛往火星中的第一艘。請參閱維京號計劃了解太空船的相關資料。

## 任務

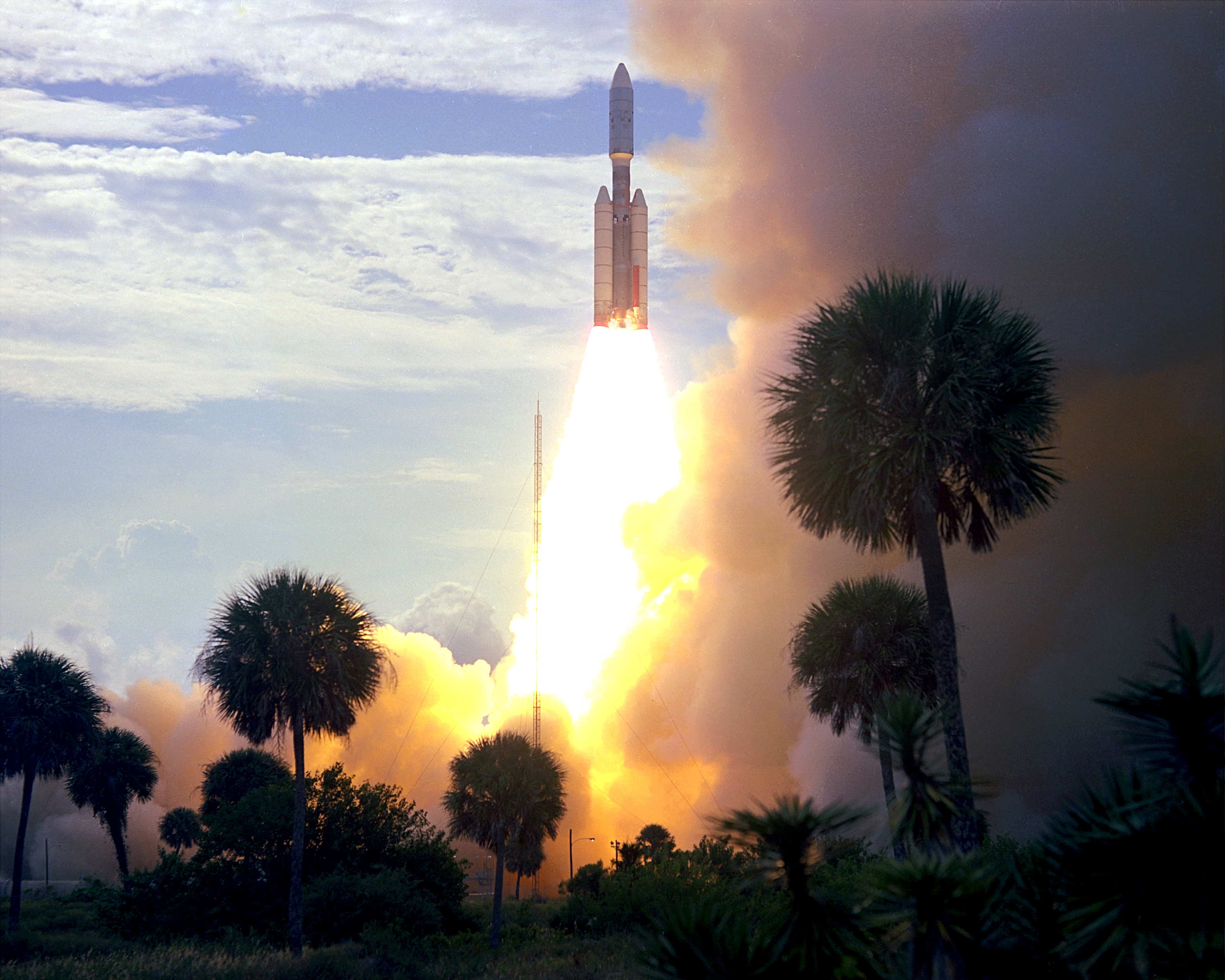
維京1號於1975年8月20日發射。

維京1號以泰坦三E-半人馬座運載火箭載具於1975年8月20日升空，花費10個月航向火星，軌道太空船在進入火星軌道前五天開始傳回火星全球照片。維京1號軌道衛星在1976年6月19日進入火星軌道並且在6月21日調整至1513 x 33,000 km, 24.66小時軌道。原本計劃於1976年7月4日美國獨立二百周年紀念日登陸火星，但首選的登陸地點攝得的影像顯示地形不夠平坦無法確保安全登陸，因此便決定將登陸時間延遲至找到另外一個較安全的地點為止。最後著陸器在7月20日 08:51 UT 從軌道衛星分離，在11:56:06 UT登陸成功，成為美國首個能成功登陸火星的衛星。

### 軌道衛星
軌道衛星主要任務於1976年11月5日的合開始後結束。延長任務開始於1976年12月14日合的結束後。
延長任務包括在1977年2月近距離接近火衛一。1977年3月11日維京1號的遠地點減少至300公里。1979年7月20日衛星的遠地點載度提高至357公里。1980年8月7日，維京1號軌道衛星的高度控制氣體已經快用完了，因此便將軌道從357 × 33943公里提升至320 × 56000公里以避免撞擊火星並將可能造成的污染延後至2019年之後。任務活動在1980年8月17日結束，共計環繞1485次火星軌道。

### 著陸器
著陸器及減速傘於世界時7月20日08:51從軌道衛星分離。當分離之時，著陸器以每秒4公里速度繞軌。分離後，著陸器的火箭點燃，著陸器開始脫離軌道。幾小時後，高度300公里，著陸器開始進入火星大氣。當減速傘與它的脫落式防熱盾進入大氣後減慢速度。此時著陸器執行著陸科學試驗。當高度6公里秒速250公尺，著陸器展開直徑16公尺的降落傘。70秒之後，拋棄減速傘，再過8秒，著陸器展開三隻支撐腳。45秒鐘，降落傘將速度降至秒速60公尺。40秒之後在高度1.5公里，減速火箭點燃直到著陸為止，秒速2.4公尺。登陸火箭使用18個噴嘴的設計將氫氣及氦氣排放至大面積區域。這樣一來可以限制使地表增溫不到攝氏1度而且不會有超過1公釐大小的地表物質被吹走。
海盗号著陸器在西克里斯平原登陸，緯度北緯22.697°西經48.222°，參考海拔-2.69公里，參考橢圓赤道半徑3397.2公里，平面度0.0105(22.480° N, 47.967° W planetographic)，時間是世界時11:53:06（火星當地時間16:13）
登陸後仍有接近22公斤推進劑沒用完。
第一張地表的照片從著陸後25秒開始傳送。地震儀無法正常展開，而且有一隻樣本取得機器手臂卡住，花了五天才解決。除此之外所有的實驗都正常地運作。海盗号著陸器在1982年1月被命名為湯瑪斯·蒙克紀念站，以紀念維京号照像團隊的主持人湯瑪斯·蒙克（Thomas Mutch）。
著陸器共運作了2245個火星日直到1982年11月13日，一個由地面控制中心送出的錯誤指令造成再也無法聯絡。 原本這個指令要上傳新的電池充電軟體以增強著陸器逐漸惡化的電池容量，但是不慎地蓋過做為天線指向軟體的資料。事後數個月嘗試以推測的天線方向試圖聯繫著陸器，但都失敗。
2006年，火星偵察軌道器拍攝到海盗号著陸器的照片。

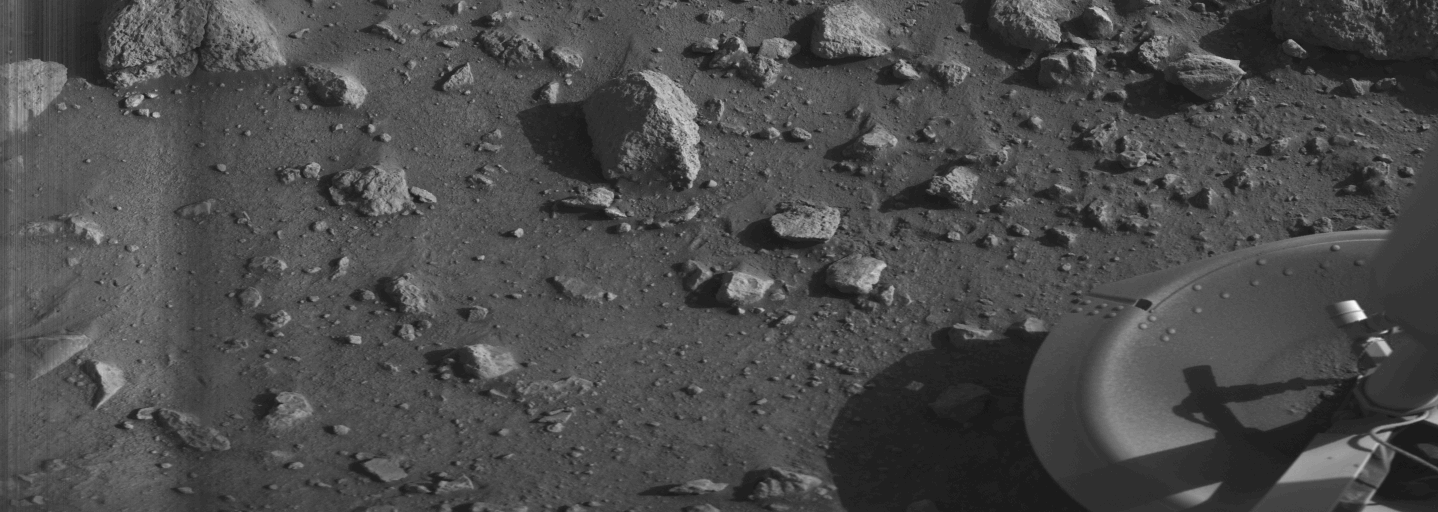
第一張由海盗号著陸器從火星表面送回的照片，可以看到著陸器的支架。
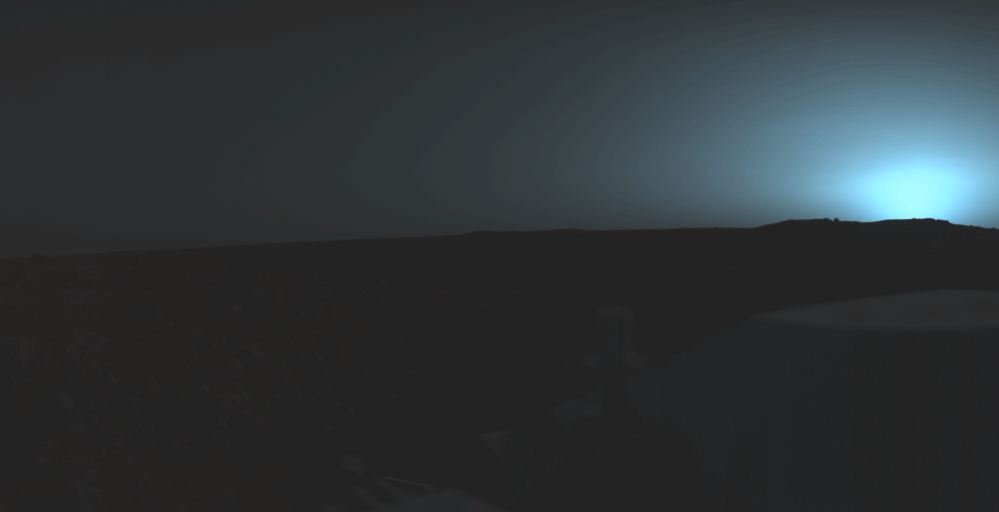
海盗号從克里斯平原攝得的火星夕陽。此圖中太陽已經低於地平線2度了。 The banding in the sky is an artifact produced by the incremental brightness levels of the camera. 這張照片攝於著陸後第30個火星日，當地時間19:13。
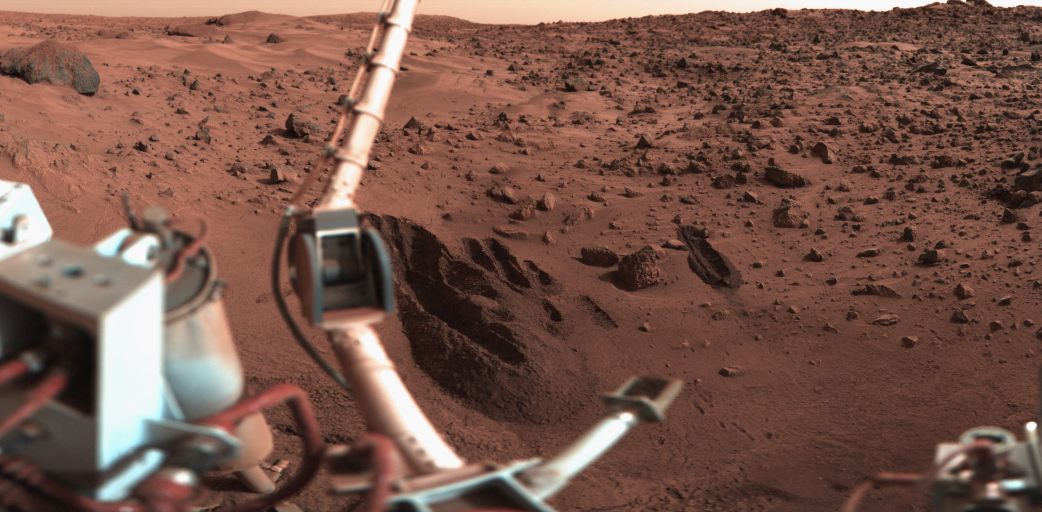
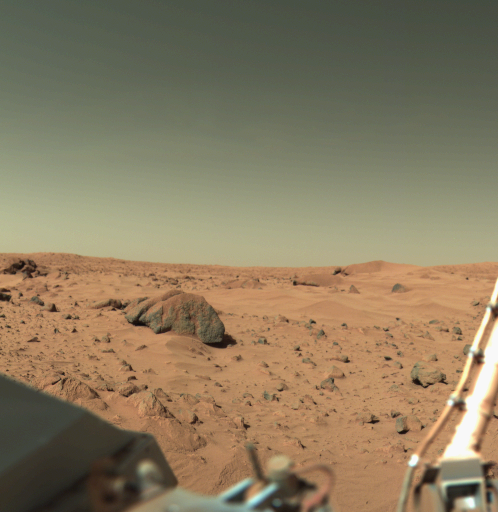
這張照片由海盗号著陸器的1號相機攝得。中間偏右的大石塊寬度約為2公尺。這顆石頭由海盗号科學家命名為"Big Joe"。石頭上方覆蓋著紅土。那些沒有被覆蓋的岩石部份看起來與地球上玄武岩的顏色相近，因此，這有可能是隕石坑撞擊形成的岩漿碎片。
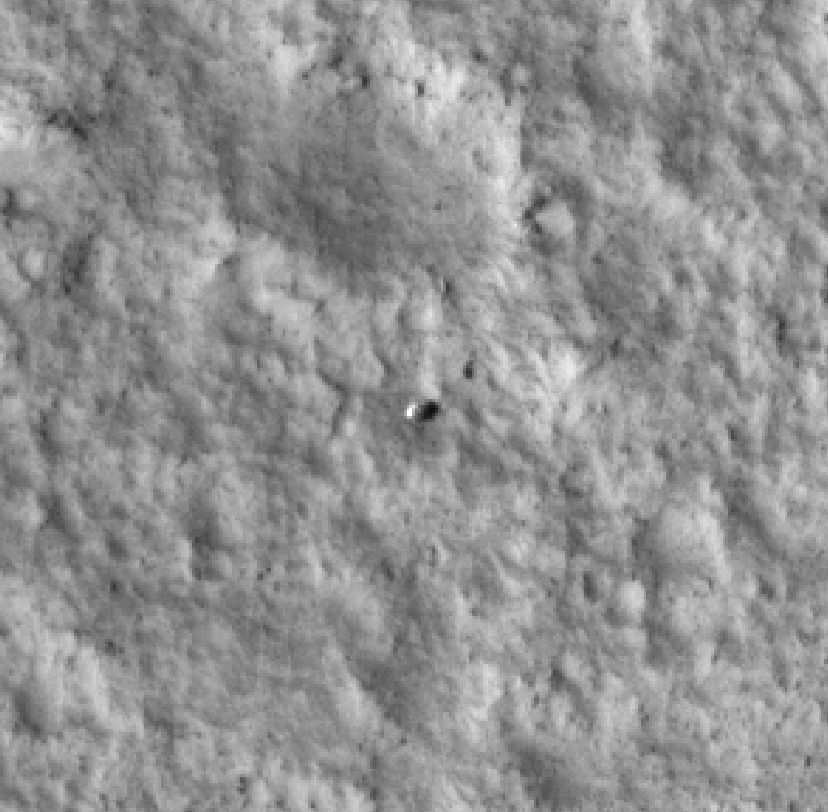
由火星偵察軌道器於2006年12月攝得的維京1號登陸器的照片。

## 廣義相對論實驗
廣義相對論預測了「重力的時間延滯」現象。科學家用著陸器來觀測這個現象。他們送出無線電訊號給火星上的著陸器，並且命令著陸器送回訊號。科學家因此發現訊號來回傳遞需要的時間符合預測的結果。

## 參閱
- 維京2號
- 火星探測
- 太空探索
- 非載人宇宙飛船
- 維京號計劃
- 太陽系探測器列表